# Ruth Infarinato
Ruth Daniela Infarinato Morrizon (Lomas de Zamora, Buenos Aires, 17 de juny de 1969) és una animadora, actriu, periodista i conductora de televisió argentina. Es va imposar com una de les principals figures del món juvenil hispà gràcies al seu treball de més de deu anys com VJ a MTV Latinoamérica. També s'ha exercit com a actriu en llargmetratges argentins, i va participar en campanyes publicitàries per a Disney, 7'Up, Apple i Panasonic, entre d'altres.
És reconeguda pel seu look distintiu, que incloïa cabell tenyit d'ataronjat o fúcsia, robes a la moda i el seu estil de parlar apegat al espanyol dels Estats Units.

## Biografia
Ruth Infarinato va ser una de les conductores més reconegudes en MTV per a la regió hispanoamericana. Per més de deu anys es va mantenir com la personalitat principal a l'aire d'aquesta cadena, participant diàriament en programes que arribaven a més de 25 milions de llars en 22 països.
A més de conductora, va ser coproductora i va escriure diversos programes interactius, entre ells Conexion, el qual va ser el programa de major índex d'audiència d'MTV Latinoamérica, sent vist en tot el Con Sud del continent americà. En aquest programa va entrevistar diverses personalitats del món de l'espectacle internacional, com Madonna.
Al juliol de 2002, el xou a càrrec de la seva conducció va ser cancel·lat per a donar pas a un nou format, tant del xou com del canal, donant pas a Conexión i finalitzant la seva participació de deu anys en MTV Latinoamérica. En aquest mateix any va conduir Ñus a Canal (á). A l'octubre de 2003 va tenir un breu retorn en MTV com a conductora de 10 años 100 videos.
Actualment s'exerceix com a directora de comunicacions de la Fundació Amèrica Llatina en Acció Solidària, més coneguda com Fundació ALAS o simplement ALAS, que té com a fundadors a Shakira, Alejandro Sanz, Miguel Bosé i empresaris de la regió.
Viu en Miami, Estats Units.

## Filmografia
Va protagonitzar el film +bien dirigit per Eduardo Capilla estrenat el 2001.